# 리하르트 아베크

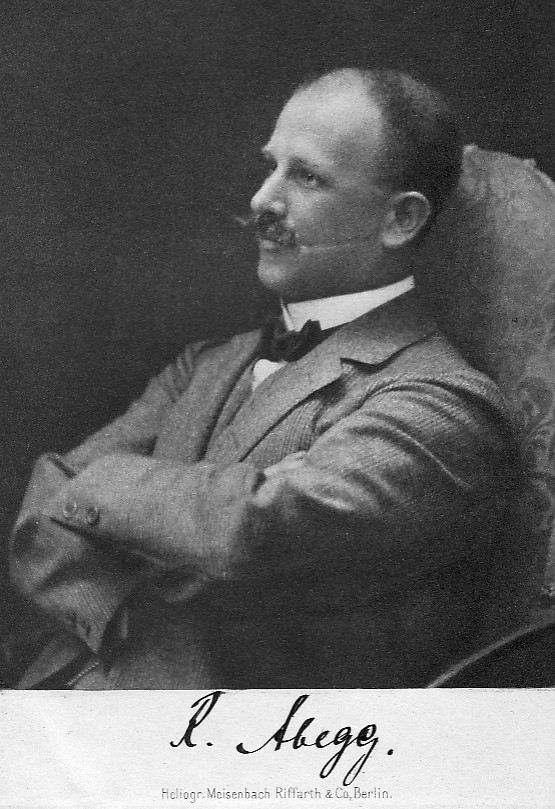
리하르트 아베크

리하르트 빌헬름 하인리히 아베크(독일어: Richard Wilhelm Heinrich Abegg, 1869년 11월 9일 ~ 1910년 4월 3일)는 독일의 물리학자·화학자이다. 원자가 이론의 선구자로도 알려진 아베크는 원소의 최대 양과 음의 차이가 8인 경향이 있다고 제안했는데 이는 아베크의 법칙이라고 부르게 되었다.

## 생애
아베크는 1869년 11월 9일에 프로이센 왕국의 지배를 받고 있던 단치히(현재의 폴란드 그단스크)에서 태어났으며 1891년에 독일 제국 예비군 장교로 임관했다. 아베크는 베를린에 위치한 빌헬름 고등학교를 졸업하고 킬 대학교, 튀빙겐 대학교에서 유기화학을 전공했다.
아베크는 1891년 7월 19일에 베를린 훔볼트 대학교에 입학한 이후에 아우구스트 빌헬름 폰 호프만의 제자가 되었고 나중에 대학교에서 박사 학위를 받게 된다. 아베크는 호프만에게서 유기화학을 배웠지만 박사 학위를 받은 지 1년 후에 독일 라이프치히에서 프리드리히 빌헬름 오스발트와 함께 물리학·화학 연구를 시작했다.
아베크는 1894년부터 괴팅겐 대학교에서 발터 네른스트의 개인 조수로 근무했으며 1897년부터 브레슬라우 대학교(현재의 폴란드 브로츠와프 대학교)에서 화학 교수로 근무했다. 1909년에는 대학교의 정식 교수로 채용되었고 기도 보들렌더와 함께 무기화학의 새로운 원리로 여겨진 전자 친화도 이론을 발표했다. 또한 스톡홀름 대학교에서 스반테 아레니우스의 개인 조수로도 근무했다.
아베크는 어는점 내림 이론을 발견했고 원소의 가장 낮은 산화 상태와 가장 높은 산화 상태가 종종 8씩 다르다는 것을 밝혀 길버트 뉴턴 루이스가 발견한 옥텟 규칙을 예측했다. 아베크는 녹는점, 얼음의 비유전율, 침투압, 산화전위, 배위화합물을 포함한 물리화학에 관한 많은 주제들을 연구했다.
아베크는 1901년부터 1910년까지 《전기화학회지》(Zeitschrift für Elektrochemie)의 편집자로 근무했다. 아베크는 가스풍선 애호가로도 알려졌는데 이는 아베크가 1910년 4월 3일에 독일 제국의 지배를 받고 있던 쾨슬린(현재의 폴란드 코샬린)에서 일어난 사고로 인해 향년 41세를 일기로 사망하는 원인이 된다.

## 같이 보기
- 원자가